# Nilwood
La ville de Nilwood est située dans le comté de Macoupin, dans l’Illinois, aux États-Unis. Sa population s’élevait à 239 habitants lors du recensement de 2010.